# Сарпсборг 08
«Сарпсборг 08» (норв. Sarpsborg 08) — норвезький футбольний клуб із Сарпсборга. Заснований 2008 року.

## Історія

### Початок
Традиційно найбільш популярним клубом у місті Сарпсборгу був однойменний ФК «Сарпсборг», який шість разів вигравав Кубок Норвегії і провів 20 сезонів у вищому дивізіоні. Також можна відзначити досягнення клуба «Спарта», який виграв Кубок у 1952 році та провів 6 сезонів в еліті норвезького чемпіонату.
Але згодом ФК «Сарпсборг» утратив свої позиції і місто понад 20 років не мало своєї команди у вищому дивізіоні. І у 1999 році 16 місцевих команд об'єднали зусилля, щоб разом створити сильний клуб, який представлятиме місто на найвищому рівні. Згодом і «Спарта» приєдналася до цього і новостворений клуб, що грав у нижчих дивізіонах деякий час носив подвійну назву — ФК «Спарта Сарпсборг».

### Новий клуб
У 2008 році коли всі непорозуміння було улагоджено, клуб знаходився у першому дивізіоні. І з того часу він носить сучасну назву.
У 2009 році Футбольна асоціація Норвегії наклала на клуб штраф і було знаято 5 балів, у результаті чого команда опинилася у зоні вильоту в Першому дивізіоні. Але новий тренер Роар Йогансен зумів виправити ситуацію і в підсумку «Сарпсборг 08» фінішував п'ятим але не зміг пройти матчі плей-оф для виходу до Тіппеліги. Вже в наступному сезоні команда посіла друге місце і з другого місця вийшла до Тіппеліги.

### Сучасність

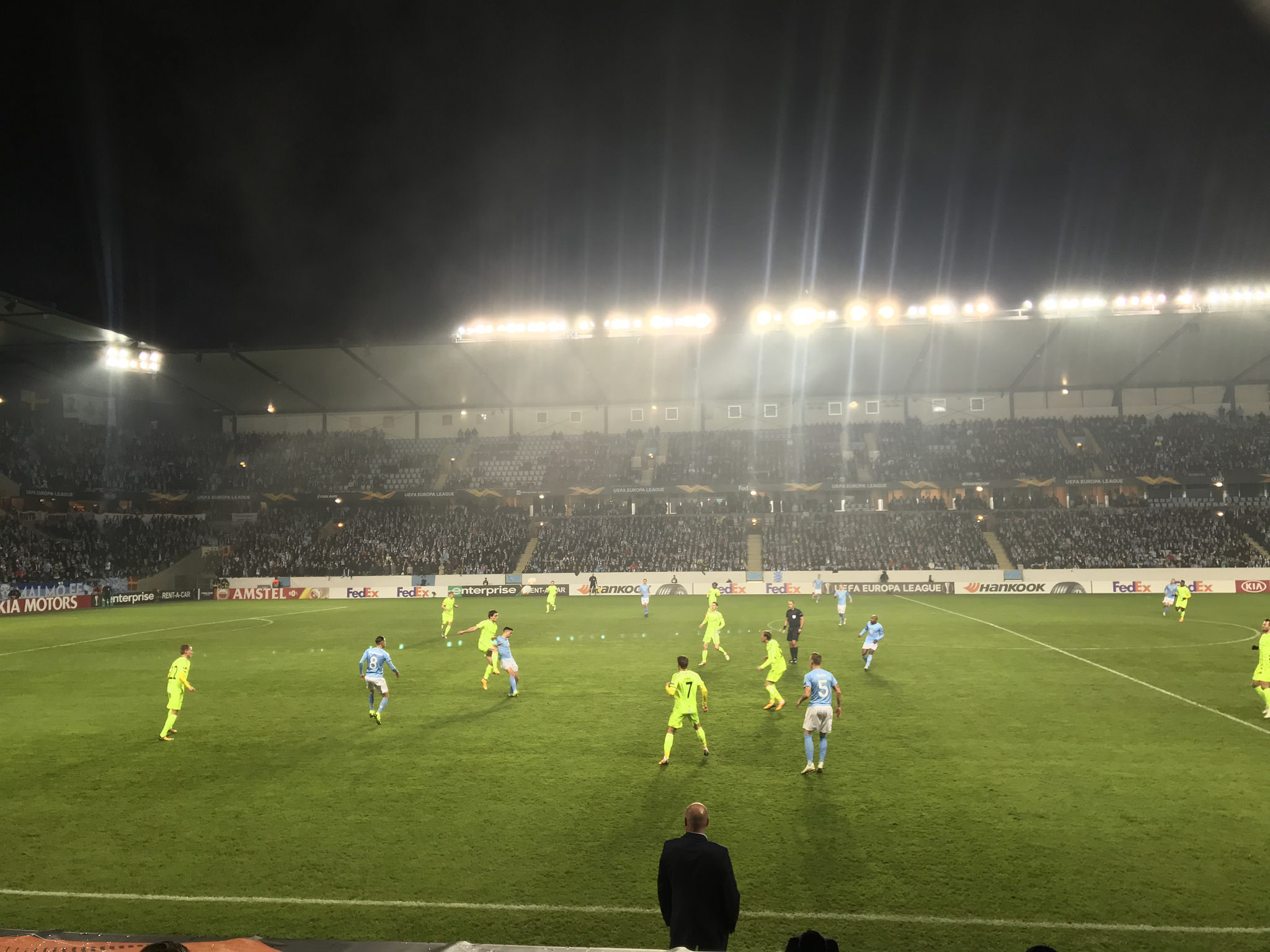
Матч Ліги Європи проти «Мальме» восени 2018 року

Перший досвід у вищому дивізіоні був не досить вдалим. Команда посіла останнє місце і повернулася до другого дивізіону. Але за рік «Сарпсборг 08» повернувся до Тіппеліги і з кожним сезоном команда покращувала свої результати. У 2015 році новий тренер команди Гейр Бакке вивів своїх подопічних до фіналу Кубка Норвегії, де вони поступилися «Русенборгу». За два роки «Сарпсборг 08» знову грав у фіналі і знову потерпів фіаско. Цього разу поступилися «Ліллестрему».
У 2017 році «Сарпсборг 08» посів третє місце у Елітсерії і це були перші нагороди нового клубу.
А влітку 2018 року, перемігши «Маккабі» з Тель-Авіву «Сарпсборг 08» з першої спроби вийшов до групового раунду Ліги Європи.

## Досягнення

### Як «Спарта»
- Віце-чемпіон Норвегії: 1948
- Володар кубка Норвегії: 1952

### Як «Сарпсборг 08»
Чемпіонат
- Бронзовий призер: 2017

Кубок
- Фіналіст: 2015, 2017

## Виступи в єврокубках
| Сезон   | Змагання    | Раунд   | Клуб          | Вдома | На виїзді | В сукупності |  |
| ------- | ----------- | ------- | ------------- | ----- | --------- | ------------ |  |
| 2018–19 | Ліга Європи | 1Р      | Вестманнаейя  | 2–0   | 4–0       | 6–0          |  |
| 2018–19 | Ліга Європи | 2Р      | Санкт-Галлен  | 1–0   | 1–2       | 2–2 (г)      |  |
| 2018–19 | Ліга Європи | 3Р      | Рієка         | 1–1   | 1–0       | 2–1          |  |
| 2018–19 | Ліга Європи | ПО      | Маккабі (Т-А) | 3–1   | 1–2       | 4–3          |  |
| 2018–19 | Ліга Європи | Група I | Бешикташ      | 2–3   | 1–3       | 4-те місце   |  |
| 2018–19 | Ліга Європи | Група I | Генк          | 3–1   | 0–4       | 4-те місце   |  |
| 2018–19 | Ліга Європи | Група I | Мальме        | 1–1   | 1–1       | 4-те місце   |  |

Примітки
- 1Р: Перший кваліфікаційний раунд
- 2Р: Другий кваліфікаційний раунд
- 3Р: Третій кваліфікаційний раунд
- ПО: Раунд плей-оф